# Comitê Interministerial de Inclusão Social e Econômica dos Catadores de Materiais Recicláveis

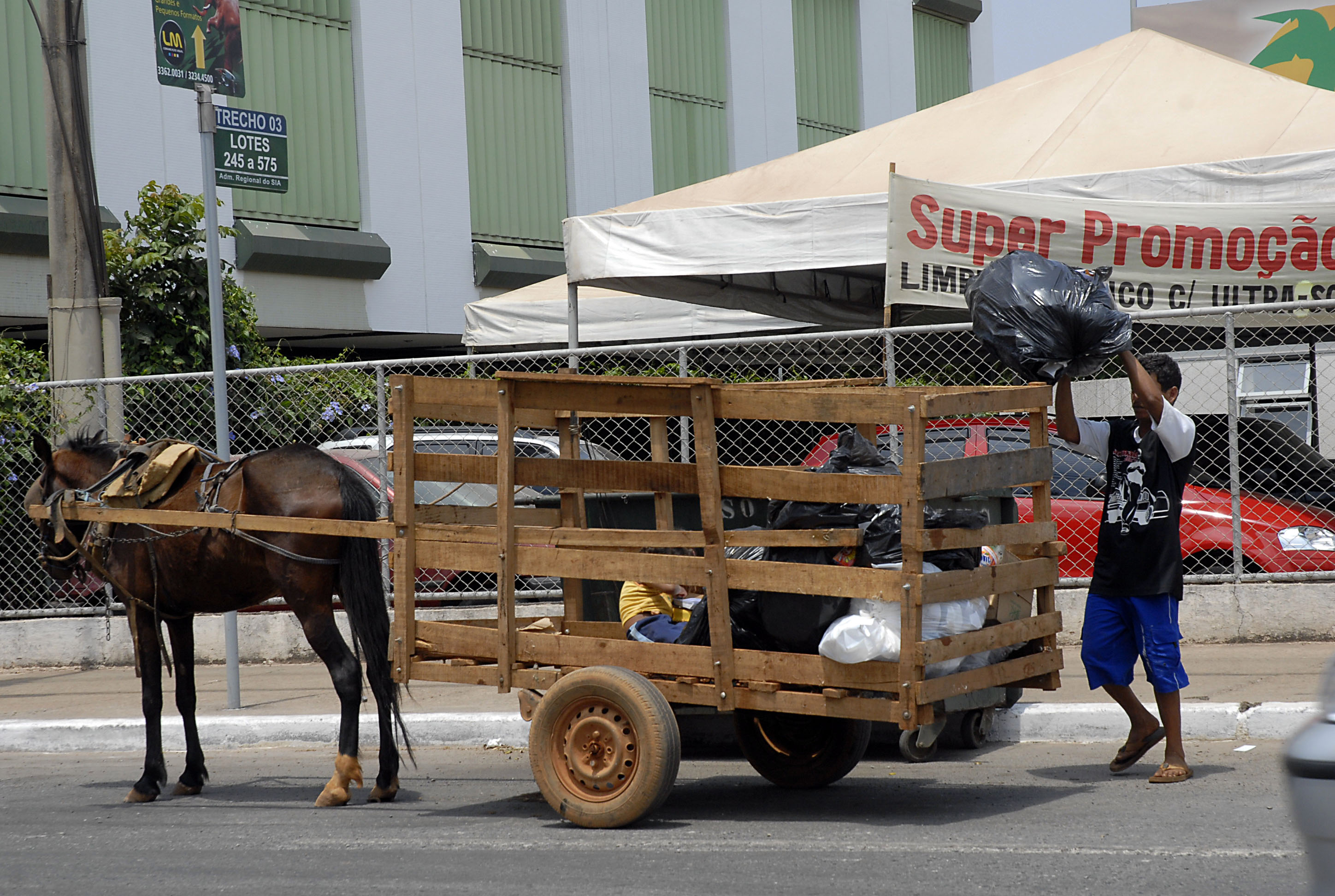
Um catador de papel pelas ruas de Brasília.

O Comitê Interministerial para Inclusão Social e Econômica dos Catadores de Materiais Reutilizáveis e Recicláveis (CIISC) é um Comitê instituído no Brasil em 14 de fevereiro de 2011 para garantir a inclusão social do catador de material reciclável.
Foi previsto no Decreto nº 7.405, de 23 de dezembro de 2010, que criou o Programa Pró-Catador e atualizou o Comitê Interministerial da Inclusão Social de Catadores de Lixo (CIISCL), criado por decreto em 2003,
A profissão de catador costuma ser conhecida como uma das atividades de menos direitos trabalhistas e de menor remuneração atualmente existentes. Pelo fato de não conseguirem contribuir com o INSS, a maioria tem dificuldade para receber aposentadoria. Em geral, os catadores se organizam em cooperativas para garantir os direitos trabalhistas, mas atualmente apenas 7,5% no país fazem parte de cooperativas. Estima-se que hoje, na Região Metropolitana de Curitiba, existam entre 30 e 40 mil catadores de papel; desses, apenas três mil são cooperados. Estima-se que no país 800 mil pessoas retiram o sustento através da reciclagem do lixo.